# أولاد علي (تازارين)
أولاد علي هو دُوَّار يقع بجماعة تازارين، إقليم تازة، جهة فاس مكناس في المملكة المغربية. ينتمي الدوّار لمشيخة تازارين التي تضم 16 دوار. يقدر عدد سكانه بـ 150 نسمة حسب الإحصاء الرسمي للسكان والسكنى لسنة 2004.

## روابط خارجية
- البوابة الوطنية للجماعات الترابية
- المندوبية السامية للتخطيط